# Мардалиев, Сеймур Гурбан оглы
Сеймур Гурбан оглы Мардалиев (азерб. Seymur Qurban oğlu Mərdəliyev; род. 1979, Баку) — азербайджанский дипломат. Посол Азербайджана на Украине.

## Биография
Родился в 1979 году в Баку. В 2000 году окончил с отличием факультет международных отношений и международного права Бакинского государственного университета. В 2002 году получил степень магистра на том же факультете.
С 2000 по 2001 год — референт управления МИД Азербайджана по многосторонним гуманитарным проблемам.
С 2001 по 2004 год — атташе управления МИД Азербайджана по правам человека, демократизации и гуманитарным проблемам.
С 2004 по 2007 год — атташе, третий, второй секретарь постоянного представительства Азербайджана при ООН и других международных организациях (Женева).
С 2008 по 2009 год — второй и первый секретарь Управления прав человека, демократизации и гуманитарных проблем Министерства иностранных дел Азербайджанской Республики.
С 2009 по 2013 год — первый секретарь, советник посольства Азербайджана в Швейцарии.
С 2013 по 2014 год — заведующий отделом Управления прав человека, демократизации и гуманитарных проблем Министерства иностранных дел Азербайджанской Республики.
С 2014 по 2017 год — заместитель начальника Управления прав человека, демократизации и гуманитарных проблем Министерства иностранных дел Азербайджана Республики.
С 2017 по 2019 год — советник Постоянного представительства Азербайджанской Республики при Отделении ООН и других международных организаций в Женеве, Швейцарии.
С 26 декабря 2019 по 23 мая 2023 — заместитель постоянного представителя Азербайджана при ООН и других международных организациях (Женева).
Чрезвычайный и полномочный посланник 2-го класса.
Посол Азербайджана на Украине (с 23 мая 2023).
Владеет английским, русским, французским, турецким языками.

## Награды
- Медаль «За отличие на государственной службе» (12 июля 2017, за плодотворную деятельность в органах дипломатической службы Азербайджана)[4]
- Диплом мэра Ирпеня (2024, Украина)[5]